# طرنغ (دشتاب)
طرنغ (بالفارسية: طرنگ) هي قرية تقع في إيران في قسم دشتاب الريفي. يقدر عدد سكانها بـ 966 نسمة بحسب إحصاء 2016.